# Saint-Côme-du-Mont
Saint-Côme-du-Mont ist eine Ortschaft und eine Commune déléguée in der französischen Gemeinde Carentan-les-Marais mit 460 Einwohnern (Stand: 1. Januar 2022) im Département Manche in der Region Normandie.

## Geografie
Saint-Côme-du-Mont liegt im Regionalen Naturpark Marais du Cotentin et du Bessin, drei Kilometer nördlich von Carentan, elf Kilometer südwestlich von Utah Beach und 28 Kilometer nordwestlich von Saint-Lô an der RN 13. Die Douve, die Sèves und die Jourdan fließen durch das Gebiet.

## Geschichte
Am Morgen des 8. Juni 1944, während des Zweiten Weltkriegs, versuchte das 506. Fallschirmjägerregiment der 101. US-Luftlandedivision den deutschen Kolonnen den Rückzug abzuschneiden und griff Saint-Côme-du-Mont an. Ein deutsches Fallschirmjägerregiment leistete erbitterten Widerstand. Die deutschen Truppen sprengten die Brücken, die über die Douve führten, und verließen den Ort. Nachmittags gegen 4 Uhr konnten die amerikanischen Truppen den Ort einnehmen.
Mit Wirkung vom 1. Januar 2016 wurden die früheren Gemeinden Angoville-au-Plain, Carentan, Houesville und Saint-Côme-du-Mont zur Commune nouvelle Carentan-les-Marais zusammengelegt. Die Gemeinde Saint-Côme-du-Mont gehörte zum Arrondissement Saint-Lô.

## Sehenswürdigkeiten
Das sogenannte Dead-Man’s-Corner-Museum (Ecke des Toten) erinnert an die schweren Kämpfe an der Kreuzung in Saint-Côme-du-Mont, bei der viele Soldaten ihr Leben ließen, und zeigt authentische Ausrüstungen der Fallschirmjägereinheiten.
Das Manoir de Rampan ist ein Herrenhaus aus dem 16. Jahrhundert. Die Stallungen stammen aus dem 16. und 17. Jahrhundert. Das Haus wurde 1995 teilweise in das Zusatzverzeichnis der Monuments historiques (historische Denkmale) eingetragen.
Die romanische Kirche Saint-Côme-et-Saint-Damien wurde nach 1944 restauriert und ist mitsamt dem sie umgebenden Friedhofe seit 1946 als Monument historique klassifiziert. In der Kirche befinden sich drei Objekte, die als Monument historique klassifiziert wurden: ein Kelchvelum aus dem 18. Jahrhundert, ein Bas-Relief aus dem 12. Jahrhundert, das einen Fuchs und einen Storch darstellt, und ein achteckiges Taufbecken, das ebenfalls auf das 12. Jahrhundert datiert wird.

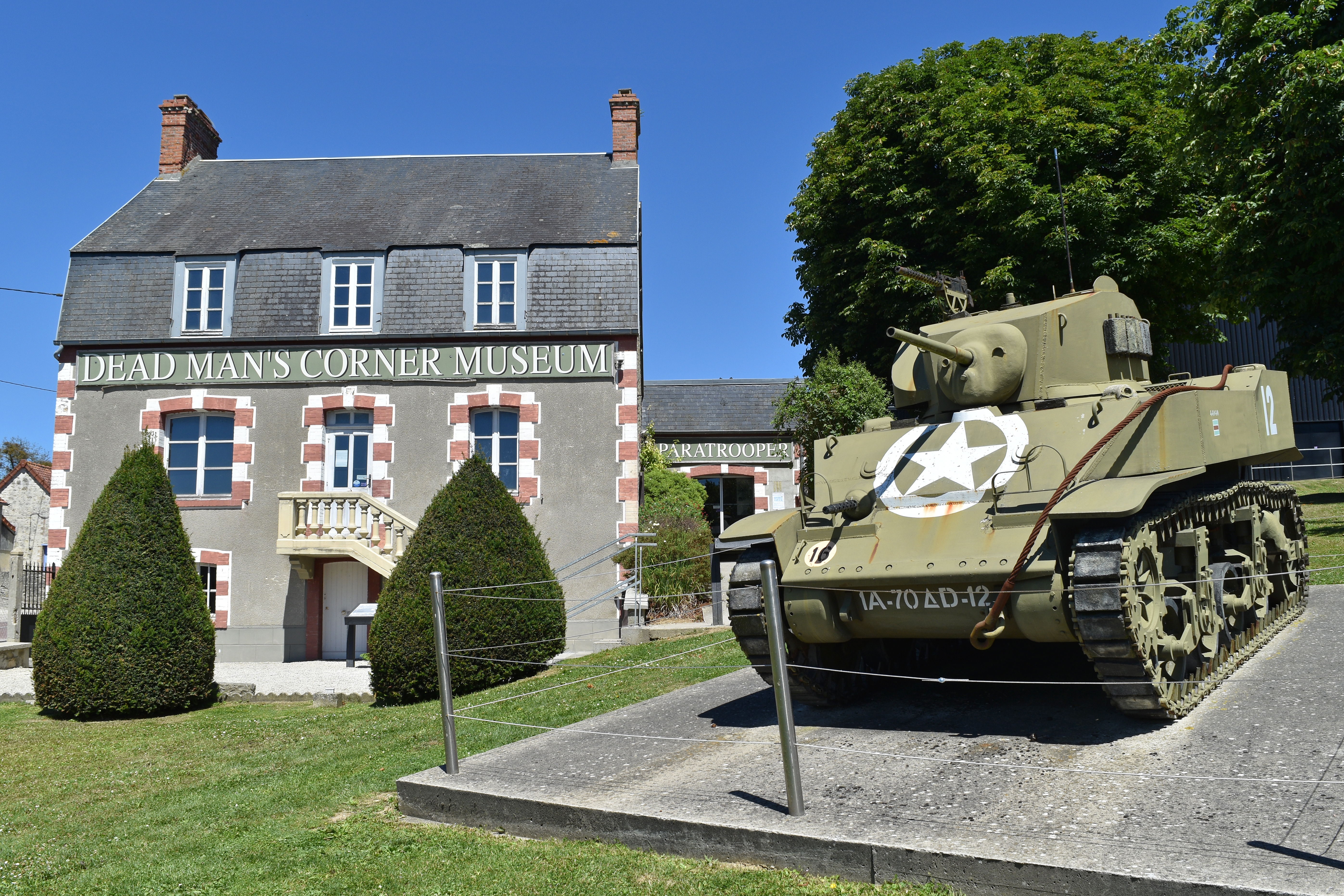
Dead-Man’s-Corner-Museum
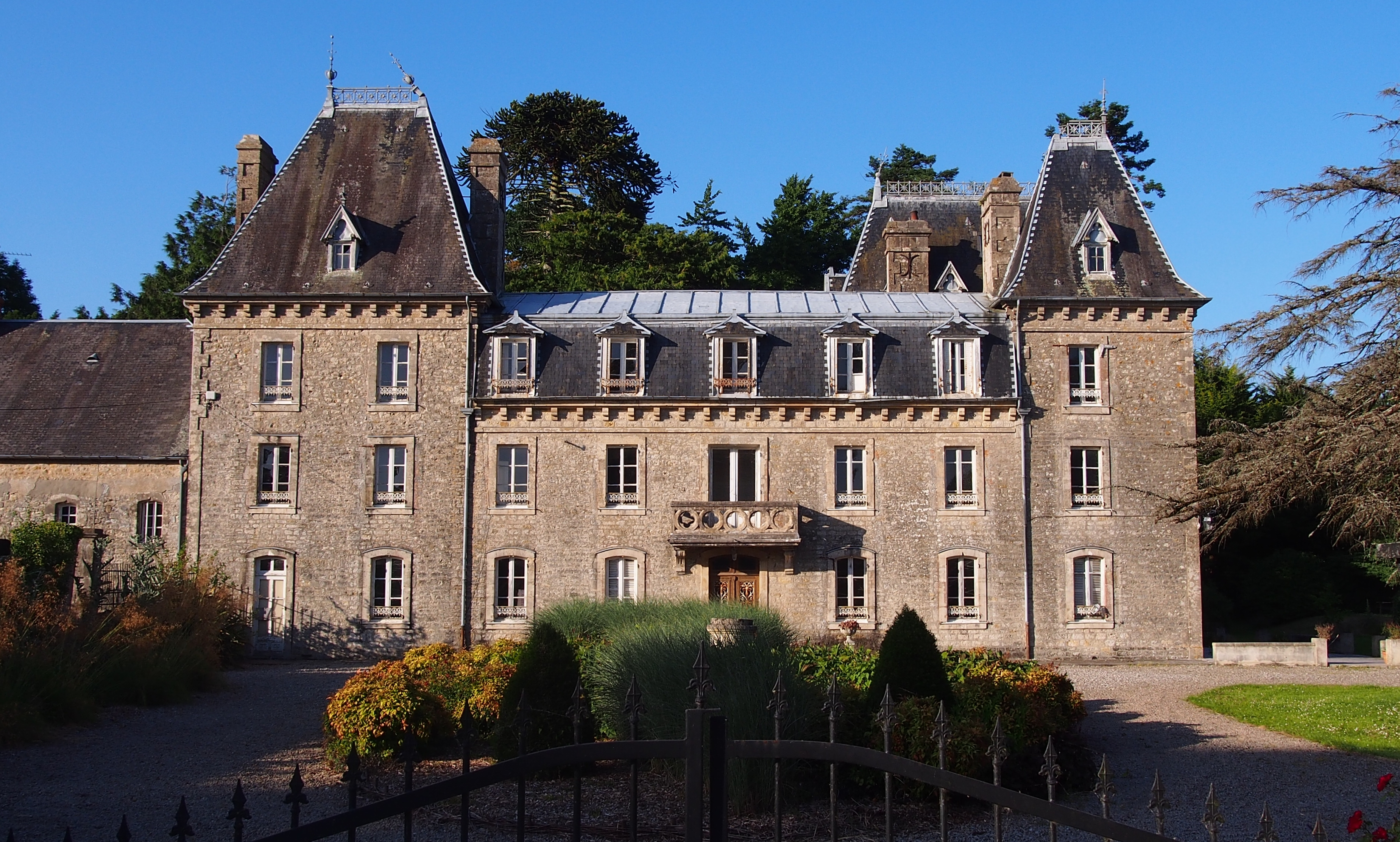
Herrenhaus Bel Esnault

## Belege
1. 1 2  Saint-Côme-du-Mont auf Normandie44lamemoire.com (Memento des Originals vom 7. September 2011 im Internet Archive)  Info: Der Archivlink wurde automatisch eingesetzt und noch nicht geprüft. Bitte prüfe Original- und Archivlink gemäß Anleitung und entferne dann diesen Hinweis. (englisch) Abgerufen am 18. November 2009
2. ↑  Saint-Côme-du-Mont in der Base Mérimée (französisch) Abgerufen am 18. November 2009
3. ↑  Saint-Côme-du-Mont in der Base Palissy (französisch) Abgerufen am 18. November 2009